# Koecheti

Kaart van Kucheti

Koecheti (Georgisch: კუხეთი) was een historische regio in Oost-Georgië, tussen Kacheti en Hereti.
Chevi · Chevsoeretië · Ertso-Tianeti · Goedamakari · Hereti · Kartli · Koecheti · Letsjchoemi · Mingrelië · Mtioeleti · Psjavi · Ratsja · Svanetië · Tao-Klardzjeti · Toesjeti · Trialeti